# Mistrzostwa Europy Juniorów w Biathlonie 2024
Mistrzostwa Europy Juniorów w biathlonie w 2024 odbyły się w dniach 7–11 lutego w Jakuszycach w Polsce. Łącznie rozegrano 6 biegów: biegi indywidualne, sprinterskie i masowe (dla kobiet i mężczyzn). Planowano rozegrać jeszcze supermikst i sztafetę mieszaną, jednak zawody zostały odwołane.

## Terminarz startów
Harmonogram startów sporządzono na podstawie materiału źródłowego:
| Data      | Czas  | Konkurencja                | Dystans       |
| --------- | ----- | -------------------------- | ------------- |
| 7 lutego  | 10:30 | Bieg indywidualny juniorek | 12,5 km       |
| 7 lutego  | 14:00 | Bieg indywidualny juniorów | 15 km         |
| 8 lutego  | 10:30 | Sztafeta mieszana          | 4 x 6 km      |
| 8 lutego  | 14:00 | Supermikst                 | 6 km + 7,5 km |
| 10 lutego | 10:30 | Sprint juniorek            | 7,5 km        |
| 10 lutego | 14:00 | Sprint juniorów            | 10 km         |
| 11 lutego | 10:30 | Bieg masowy juniorek       | 9 km          |
| 11 lutego | 14:00 | Bieg masowy juniorów       | 12 km         |

## Klasyfikacja medalowa
Na podstawie:
| Lp.                    | Reprezentacja          | Złoto | Srebro | Brąz | Razem |
| 1.                     | Austria                | 3     | 1      | 2    | 6     |
| 2.                     | Finlandia              | 1     | 2      | 0    | 3     |
| 3.                     | Chorwacja              | 1     | 0      | 0    | 1     |
| 3.                     | Mongolia               | 1     | 0      | 0    | 1     |
| 5.                     | Czechy                 | 0     | 1      | 1    | 2     |
| 6.                     | Polska                 | 0     | 1      | 0    | 1     |
| 6.                     | Ukraina                | 0     | 1      | 0    | 1     |
| 8.                     | Estonia                | 0     | 0      | 2    | 2     |
| 9.                     | Słowacja               | 0     | 0      | 1    | 1     |
| Suma (9 reprezentacji) | Suma (9 reprezentacji) | 6     | 6      | 6    | 18    |

## Wyniki

### Mężczyźni

#### Bieg indywidualny 15 km[3]
| Pozycja | Zawodnik            | Reprezentacja | Pudła   | Wynik   |
| ------- | ------------------- | ------------- | ------- | ------- |
| złoto   | Enchsajchan Enchbat | Mongolia      | 0+0+0+0 | 44:34,8 |
| srebro  | Kalle Loukkaanhuhta | Finlandia     | 0+0+0+0 | 44:36,4 |
| brąz    | Jakob Kulbin        | Estonia       | 0+1+0+1 | 44:54,8 |

#### Sprint 10 km[4]
| Pozycja | Zawodnik        | Reprezentacja | Pudła | Wynik   |
| ------- | --------------- | ------------- | ----- | ------- |
| złoto   | Arttu Heikkinen | Finlandia     | 0+1   | 32:16,3 |
| srebro  | Marcin Zawół    | Polska        | 1+1   | 32:45,6 |
| brąz    | Jakob Kulbin    | Estonia       | 1+0   | 33:04,7 |

#### Bieg masowy 12 km[5]
| Pozycja | Zawodnik        | Reprezentacja | Pudła   | Wynik   |
| ------- | --------------- | ------------- | ------- | ------- |
| złoto   | Matija Legović  | Chorwacja     | 0+2+1+1 | 39:13,6 |
| srebro  | Witalij Mandzyn | Ukraina       | 1+0+2+0 | 39:33,3 |
| brąz    | Lukas Haslinger | Austria       | 2+1+0+0 | 39:54,6 |

### Kobiety

#### Bieg indywidualny 12,5 km[6]
| Pozycja | Zawodniczka     | Reprezentacja | Pudła   | Wynik   |
| ------- | --------------- | ------------- | ------- | ------- |
| złoto   | Anna Andexer    | Austria       | 0+0+0+0 | 39:56,1 |
| srebro  | Leonie Pitzer   | Austria       | 0+0+0+1 | 43:07,2 |
| brąz    | Heda Mikolášová | Czechy        | 0+1+0+1 | 43:35,6 |

#### Sprint 7,5 km[7]
| Pozycja | Zawodniczka   | Reprezentacja | Pudła | Wynik   |
| ------- | ------------- | ------------- | ----- | ------- |
| złoto   | Lara Wagner   | Austria       | 0+1   | 26:52,1 |
| srebro  | Sonja Leinamo | Finlandia     | 1+0   | 27:08,0 |
| brąz    | Anna Andexer  | Austria       | 1+2   | 27:14,1 |

#### Bieg masowy 9 km[8]
| Pozycja | Zawodniczka       | Reprezentacja | Pudła   | Wynik   |
| ------- | ----------------- | ------------- | ------- | ------- |
| złoto   | Anna Andexer      | Austria       | 1+0+0+2 | 28:46,3 |
| srebro  | Svatava Mikysková | Czechy        | 0+1+0+0 | 29:11,2 |
| brąz    | Ema Kapustová     | Słowacja      | 0+1+0+2 | 29:32,4 |